# Daimajin Ikaru
Daimajin Ikaru (jap. 大魔神怒る) – japoński film typu kaijū z 1966 roku w reżyserii Kenjiego Misumiego. Drugi film z serii o Daimajinie.

## Obsada
- Kojiro Hongo jako Lord Juro Chigusa
- Shiho Fujimura jako Lady Sayuri Nagoshi
- Taro Marui jako Dodohei
- Jutaro Hojo jako Genba Onikojima
- Koichi Uenoyama jako Katsushige Nagoshi
- Asao Uchida jako Lord Heibei Nagoshi
- Riki Hashimoto jako
  - Shunpei Ikenaga
  - Daimajin
- Takashi Kanda jako Lord Danjo Mikoshiba
- Sei Hiraizumi jako Hayato Tabe
- Koji Fujiyama jako Ikkaku Arai
- Koichi Mizuhara jako Kamon Doi
- Gen Takasugi jako Saburota Ato
- Hyosuke Kanbe jako Mohachi
- Yusaku Terajima jako Kanetsuki-wasuke
- Kimiko Tachibana jako Kume
- Kohbu Matsuda jako Farmer #1
- Yuji Hamada jako Farmer #2
- Yoshitaka Ito jako Farmer #3
- Hideo Kuroki jako Tasuke
- Kiyokazu Kagatsume jako Ryuta
- Kayo Mikimoto jako Toyo
- Keiko Koyanagi jako Shige